# Первомайское (село, Вологодский район)
Первомайское — село в Вологодском районе Вологодской области.
Входит в состав Подлесного сельского поселения, с точки зрения административно-территориального деления — в Подлесный сельсовет.
Расстояние по автодороге до районного центра Вологды — 16,5 км, до центра муниципального образования Огарково — 3,5 км.
По данным переписи в 2002 году постоянного населения не было.